# Streng
Streng oder strikt wird im mathematischen Sinne genutzt, um verschiedene Begriffe zu verändern. Es zeigt an, dass eine Bezeichnung in ihrer ausschließlichen Bedeutung verstanden werden soll. Man könnte sagen, dass es diejenige Bedeutung ist, die die anderen Bedeutungen impliziert.
Das Wort wird für gewöhnlich im Zusammenhang mit Ungleichheiten genutzt – die Ausdrücke „streng kleiner als“ und „streng größer als“ bedeuten „kleiner als und ungleich zu“ bzw. „größer als und ungleich zu“. Eine ähnliche Verwendung findet es im Vergleich von Zahlen mit Null – „streng positiv“ und „streng negativ“ bedeuten „positiv und ungleich 0“ bzw. „negativ und ungleich 0“. Im Zusammenhang mit Funktionen wird das Adverb „streng“ verwendet, um die Begriffe „monoton“, „ansteigend“ und „absteigend“ zu verändern.
Andererseits soll manchmal die einschließliche Bedeutung von Bezeichnungen verwendet werden. Im Zusammenhang mit Vergleichen können die Ausdrücke „nicht negativ“, „nicht positiv“, „nicht ansteigend“ und „nicht absteigend“ verwendet werden, um klarzustellen, dass die einschließliche Bedeutung beabsichtigt ist.
Solch eine Bezeichnung zu verwenden hilft, mögliche Mehrdeutigkeiten und Verwirrungen zu vermeiden. Wenn man beispielsweise den Ausdruck „x ist positiv“ verwendet, ist nicht sofort klar, ob x=0 mitgemeint ist, da einige den Begriff „positiv“ lockerer handhaben und meinen, dass x nicht kleiner als Null ist. Deswegen ist es meist besser, „x ist streng positiv“ für x>0 und „x ist nicht negativ“ für x≥0 zu schreiben. Ein genauer Begriff wie „nicht negativ“ wird niemals mit „positiv“ in dem weiten lockeren Sinne benutzt, der Null einschließt.
Beispiele:
- Strenge Monotonie
- Strenge schwache Ordnung
- Strenge Halbordnung